# Taksony (Ungheria)
Taksony è un comune dell'Ungheria di 6.247 abitanti (dati 2001) situato nella contea di Pest, nell'Ungheria settentrionale.